# Lichtenburg (Südafrika)
Lichtenburg ist eine Stadt in der südafrikanischen Provinz Nordwest. Sie ist Verwaltungssitz der Gemeinde Ditsobotla im Distrikt Ngaka Modiri Molema.

## Geographie
2011 hatte Lichtenburg 26.338 Einwohner.

## Geschichte
Lichtenburg wurde 1873 vom Kommandanten H. A. Greeff gegründet. Der Ortsname bedeutet „Stadt des Lichts“. 1926 löste ein Diamantenfund einen zehn Jahre anhaltenden Boom durch die Suche nach weiteren Diamanten aus. Innerhalb von Monaten kamen mehr als 100.000 Schürfer während dieses Diamantenrauschs nach Lichtenburg.
Der damals in Lichtenburg gefundene rote Diamant mit ursprünglich 33–35 Karat, auch Pigeon Red Blood genannt, war für nahezu 70 Jahre der größte jemals gefundene rote Diamant. Er wurde von De Beers gekauft, gelangte so in die Niederlande und wurde später von den Nationalsozialisten geraubt. Nach dem Zweiten Weltkrieg gelangte er zunächst in Privatbesitz und wurde schließlich 2007 von Kazanjian Bros. Inc. erworben, weshalb er heute auch als The Kazanjian Red Diamond bezeichnet wird.

## Wirtschaft und Verkehr
Lichtenburg liegt im Zentrum eines bedeutenden Maisanbaugebiets. Ferner befinden sich dort wichtige Zementfabriken, eine Fabrik für Beregnungsanlagen, Traktoren und Bodenbearbeitungsgeräte des südafrikanischen Herstellers Agrico und der größte Käsehersteller Südafrikas, die Clover S. A.
Lichtenburg liegt an der Straße R47, die Vryburg im Südwesten und Coligny im Südosten verbindet. Ferner liegt die Stadt an der R52, die von Lichtenburg Richtung Osten in die Nähe von Rustenburg führt, und an der R505 zwischen Kopfontein Gate bei Gaborone im Norden und Wesselsbron bei Welkom im Süden. Eine weitere Straße führt nordwestwärts nach Mahikeng. Lichtenburg hat einen Bahnanschluss aus Coligny, der im Güterverkehr bedient wird.

## Sehenswürdigkeiten
- Lichtenburg Diggings Museum, ein Museum über die Zeit der Diamantensuche
- Ampie Bosman Cultural History Museum, ein Museum zur Geschichte von Lichtenburg, speziell im Zweiten Burenkrieg
- Niederländisch-reformierte Kirche von 1890, Nationaldenkmal